# Cook Summit
Cook Summit är en bergstopp i Antarktis. Den ligger i Västantarktis. Argentina, Chile och Storbritannien gör anspråk på området. Toppen på Cook Summit är 1 590 meter över havet.
Terrängen runt Cook Summit är kuperad åt sydost, men åt nordväst är den bergig. Havet är nära Cook Summit åt sydost. Trakten är obefolkad. Det finns inga samhällen i närheten. 